# Морита, Хидэмаса
Хидэмаса Морита (яп. 守田 英正, род. 10 мая 1995, Такацуки, Осака) — японский футболист, полузащитник португальского клуба «Спортинг» и сборной Японии.

## Клубная карьера

### Кавасаки Фронтале
В 2018 году Морита подписал первый взрослый профессиональный контракт с клубом «Кавасаки Фронтале». 10 февраля дебютировал за клуб выйдя на замену в матче за Суперкубок Японии. 14 апреля впервые вышел на поле в матче национального первенства в игре против клуба «Вегалта Сендай». Вскоре закрепился в основном составе, и в 2018 году вместе с клубом выиграл чемпионский титул в J1 League. В 2020 году выиграл национальное первенство во второй раз.

### Санта-Клара
8 января 2021 года было объявлено, что Морита подпишет контракт с португальским клубом «Санта-Клара» из высшей лиги чемпионата Португалии. Дебютировал в составе клуба 25 января, забил свой первый гол за клуб на 89-й минуте в матче против «Рио Аве».

### Спортинг
1 июля 2022 года было объявлено о его переходе в «Спортинг». 7 августа он дебютировал за клуб в матче против «Браги». 7 сентября он дебютировал в Лиге чемпионов в игре против «Айнтрахта» во Франкфурте. 30 сентября он забил свой первый гол за клуб.

## Карьера в сборной
2 сентября 2018 года Рёта Осима и Хотару Ямагути выбыли из национальной сборной из-за травм, для их замены Морита был вызван в сборную Японии. Он дебютировал за сборную 11 сентября, в матче против сборной Коста-Рики.
В январе 2019 года был вызван в сборную Японии на Кубок Азии 2019, но в последний момент был отзаявлен из-за травмы.
В марте 2021 года снова был вызван в национальную сборную, 30 марта забил свой первый гол за сборную в победном матче над сборной Монголией, завершившемся со счётом 14: 0.
1 ноября 2022 года Морита был включён в состав сборной Японии на чемпионат мира по футболу 2022 года в Катаре.
Был включён в состав сборной на Кубок Азии 2023 в Катаре.

## Достижения
«Кавасаки Фронтале»
- Чемпион Японии (2): 2018, 2020
- Обладатель Кубка Императора: 2020
- Обладатель Кубка Джей-лиги: 2019
- Обладатель Суперкубка Японии: 2019

«Спортинг»
- Чемпион Португалии (2): 2023/24, 2024/25

## Рекомендации
1. 1 2  Hidemasa Morita // Transfermarkt.com (мн.) — 2000.
2. ↑  FIFA World Cup 2022 Sticker Album — 80 с. — ISBN 978-65-5516-143-4
3. ↑  川崎F、家長ポスト2本など決め切れずスコアレス…仙台はJデビューの青森山田出身DF常田が完封貢献 (яп.). ゲキサカ. Дата обращения: 1 декабря 2022. Архивировано 1 декабря 2022 года.
4. ↑  AcoresPRO.com, André Amaral-. Clube Desportivo Santa Clara » Oficial- Hidemasa Morita (порт.). Дата обращения: 1 декабря 2022. Архивировано 29 января 2023 года.
5. ↑  Hidemasa Morita nets winner in debut for Santa Clara (амер. англ.). The Japan Times (26 января 2021). Дата обращения: 1 декабря 2022. Архивировано 1 декабря 2022 года.
6. ↑  Morita joins Sporting CP (англ.). www.sporting.pt (3 июля 2022). Дата обращения: 1 декабря 2022. Архивировано 1 декабря 2022 года.
7. ↑  Draw against SC Braga opens 2022/23 season (англ.). www.sporting.pt (8 августа 2022). Дата обращения: 1 декабря 2022. Архивировано 1 декабря 2022 года.
8. ↑  Soccer: Morita assists opener as Sporting stun Kamada's Frankfurt (англ.). nippon.com (8 сентября 2022). Дата обращения: 1 декабря 2022. Архивировано 8 сентября 2022 года.
9. ↑  Soccer: Morita nets 1st goal for Sporting in win over Gil Vicente (англ.). nippon.com (1 октября 2022). Дата обращения: 1 декабря 2022. Архивировано 1 декабря 2022 года.
10. ↑  森保J初陣、山口蛍と大島僚太が不参加…代わって2選手を初招集へ (яп.). ゲキサカ. Дата обращения: 1 декабря 2022. Архивировано 1 декабря 2022 года.
11. ↑  Takashi Inui, Tsukasa Shiotani named as injury replacements for Japan's Asian Cup squad (амер. англ.). The Japan Times (5 января 2019). Дата обращения: 1 декабря 2022. Архивировано 1 декабря 2022 года.
12. ↑  AP. Japan routs Mongolia 14-0 in World Cup qualifying (англ.). www.business-standard.com (30 марта 2021). Дата обращения: 1 декабря 2022. Архивировано 1 декабря 2022 года.
13. ↑  published, Ryan Dabbs; Duerden, Greg LeaContributions from John. Japan World Cup 2022 squad: Team announced for tournament in Qatar (англ.). fourfourtwo.com (23 ноября 2022). Дата обращения: 1 декабря 2022. Архивировано 31 мая 2023 года.
14. ↑  SAMURAI BLUE (Japan National Team) squad - AFC Asian Cup Qatar 2023 (англ.). Japan Football Association (1 января 2024). Дата обращения: 3 января 2024. Архивировано 3 января 2024 года.